# Lorène Bazolo
Lorène Dorcas Bazolo (* 4. Mai 1983 in Brazzaville) ist eine portugiesische Sprinterin kongolesischer Herkunft, die seit 2016 für Portugal startberechtigt ist.

## Sportliche Laufbahn
Erste internationale Erfahrungen sammelte Lorène Bazolo im Jahr 2009, als sie bei der Sommer-Universiade in Belgrad im 200-Meter-Lauf bis in das Halbfinale gelangte und dort mit 25,24 s ausschied. Anschließend startete sie bei den Spielen der Frankophonie in Beirut und schied dort mit 12,29 s und 25,29 s jeweils in der ersten Runde über 100 und 200 Meter aus. Im Jahr darauf gelangte sie bei den Afrikameisterschaften in Nairobi über beide Distanzen bis in das Halbfinale und schied dort mit 12,08 s und 24,61 s aus. 2011 erreichte sie bei den Studentenweltspielen in Shenzhen über 100 und 200 Meter das Viertelfinale und schied dort mit 12,05 s bzw. 24,47 s aus. Daraufhin nahm sie an den Afrikaspielen in Maputo teil und scheiterte dort im 100-Meter-Lauf mit 12,50 s im Vorlauf und schied über 200 Meter mit 24,31 s im Halbfinale aus. 2012 klassierte sie sich bei den Afrikameisterschaften in Porto-Novo mit 11,86 s auf dem siebten Platz über 100 Meter und schied über 200 Meter mit 24,36 s im Halbfinale aus. Dank einer Wildcard konnte sie anschließend bei den Olympischen Spielen in London starten, kam dort mit 11,90 s aber nicht über die Vorrunde hinaus. 2013 schied sie bei den Spielen der Frankophonie in Nizza mit 12,39 s im Vorlauf über 100 Meter aus und vertrat damit letztmals die Republik Kongo bei einer internationalen Meisterschaft.
Nach ihrer Einbürgerung nach Portugal 2016 verbesserte sie auf Anhieb den Landesrekord über 100 Meter auf 11,21 s und qualifizierte sich damit für die Olympischen Spiele in Rio de Janeiro, bei denen sie mit 11,43 s in der ersten Runde ausschied und auch über 200 Meter kam sie mit 23,01 s nicht über den Vorlauf hinaus. Im Jahr darauf startete sie bei den Halleneuropameisterschaften in Belgrad im 60-Meter-Lauf und schied dort mit 7,51 s im Halbfinale aus. Im August nahm sie über 200 Meter an den Weltmeisterschaften in London teil, schied dort aber mit 23,85 s im Vorlauf aus. 2018 schied sie bei den Hallenweltmeisterschaften in Birmingham mit 7,39 s in der ersten Runde über 60 Meter aus und im August schied sie bei den Europameisterschaften in Berlin mit 11,46 s bzw. 23,80 s jeweils im Halbfinale über 100 und 200 Meter aus. 2019 schied sie bei den Halleneuropameisterschaften in Glasgow mit 7,35 s im Halbfinale über 60 Meter aus und anschließend erreichte sie bei den Europaspielen in Minsk nach 11,47 s Rang vier über 100 Meter. Ende September scheiterte sie dann bei den Weltmeisterschaften in Doha mit 11,51 s in der Vorrunde über 100 Meter. 2021 schied sie dann auch bei den Halleneuropameisterschaften in Toruń mit 7,40 s im Vorlauf über 60 Meter aus. Ende Juni verbesserte sie in Salamanca den portugiesischen Landesrekord auf 11,17 s und kurz darauf in Castellón auf 11,15 s und schaffte damit die Qualifikation für die Olympischen Sommerspiele in Tokio, bei denen sie mit 11,31 s in der ersten Runde über 100 Meter ausschied, während sie über 200 Meter bis in das Halbfinale gelangte, in dem sie mit 23,20 s ausschied. Kurz darauf steigerte sie in La Chaux-de-Fonds den Landesrekord über 100 Meter auf 11,10 s sowie im 200-Meter-Lauf auf 22,64 s.
2022 verbesserte sie den portugiesischen Landesrekord über 60 Meter in der Halle auf 7,17 s und erreichte im März bei den Hallenweltmeisterschaften in Belgrad das Semifinale, in dem sie mit 7,24 s ausschied. Im Mai gewann sie bei den Ibero-Amerikanischen Meisterschaften in La Nucia in 11,36 s die Silbermedaille über 100 Meter hinter der Brasilianerin Vitória Cristina Rosa und auch über 200 Meter musste sich in 23,67 s nur der Brasilianerin geschlagen geben. Zudem sicherte sie sich mit der 4-mal-100-Meter-Staffel in 44,82 s die Silbermedaille hinter dem Team aus der Dominikanischen Republik. Anschließend gewann sie bei den Mittelmeerspielen in Oran in 11,36 s die Silbermedaille über 100 Meter hinter der Ägypterin Bassant Hemida und über 200 Meter gewann sie in 23,20 s die Bronzemedaille hinter Hemida und Olivia Fotopoulou aus Zypern. Daraufhin startete sie über beide Distanzen bei den Weltmeisterschaften in Eugene, kam dort aber mit 11,44 s und 23,41 s nicht über die erste Runde hinaus. Anschließend schied sie bei den Europameisterschaften in München mit 11,42 s im Halbfinale über 100 Meter aus und schied auch über 200 Meter mit 23,43 s im Semifinale aus. Im Jahr darauf schied sie dann bei den Halleneuropameisterschaften in Istanbul mit 7,34 s im Halbfinale über 60 Meter aus. Im Juni wurde sie bei der 1. Liga der Team-Europameisterschaft im Zuge der Europaspiele in Chorzów in 44,27 s Fünfte in der 4-mal-100-Meter-Staffel. Im August schied sie bei den Weltmeisterschaften in Budapest mit 11,29 s in der Vorrunde über 100 Meter aus und kam auch über 200 Meter mit 23,13 s nicht über den Vorlauf hinaus. 2024 schied sie bei den Hallenweltmeisterschaften in Glasgow mit 7,33 s im Vorlauf über 60 Meter aus. Im Mai belegte sie bei den Ibero-Amerikanischen Meisterschaften in Cuiabá in 11,30 s und 23,33 s jeweils den vierten Platz über 100 und 200 Meter und wurde auch in der 4-mal-100-Meter-Staffel in 44,57 s Vierte. Anschließend schied sie bei den Europameisterschaften in Rom mit 11,32 s und 23,39 s jeweils im Halbfinale über 100 und 200 Meter aus und verpasste mit der 4-mal-100-Meter-Staffel mit 43,85 s den Finaleinzug. Im August schied sie bei den Olympischen Sommerspielen in Paris mit 11,24 s in der ersten Runde über 100 Meter aus und über 200 Meter schied sie mit 23,08 s in der Hoffnungsrunde aus.
2025 erreichte sie bei den Halleneuropameisterschaften in Apeldoorn das Halbfinale über 60 Meter und schied dort mit 7,21 s aus.
In den Jahren von 2016 bis 2024 wurde Bazolo jedes Jahr portugiesische Meisterin im 100-Meter-Lauf sowie 2016 und 2017 sowie von 2019 bis 2021 und 2023 und 2024 auch über 200 Meter. Zudem wurde sie von 2017 bis 2019 sowie 2021, 2022 und 2025 Hallenmeisterin über 60 Meter und 2018 über 200 Meter.

## Persönliche Bestzeiten
- 100 Meter: 11,10 s (+1,8 m/s), 14. August 2021 in La Chaux-de-Fonds (portugiesischer Rekord)
  - 60 Meter (Halle): 7,17 s, 6. März 2022 in Lissabon (portugiesischer Rekord)
- 200 Meter: 22,64 s (+1,9 m/s), 14. August 2021 in La Chaux-de-Fonds (portugiesischer Rekord)
  - 200 Meter (Halle): 23,98 s, 19. Februar 2017 in Pombal